# Zacatepec de Hidalgo
Zacatepec de Hidalgo, ursprünglich und umgangssprachlich nur Zacatepec, ist eine Kleinstadt mit 21.586 Einwohnern (2010) im Südwesten des mexikanischen Bundesstaates Morelos. Zacatepec de Hidalgo ist der Hauptort des Municipio Zacatepec.

## Herkunft des Namens
Der Name Zacatepec setzt sich aus den zwei Wörtern zacatl (Gras bzw. Weide) und tepetl (Berg) der Nahuatl-Sprache zusammen und bedeutet daher so viel wie Grasberg oder Weideberg, eine Bestätigung für die Fruchtbarkeit dieser Region. Der heutige Namenszusatz der Stadt wurde erst später zu Ehren des Unabhängigkeitshelden Miguel Hidalgo vergeben.

## Geschichte
Eine konstante Besiedlung der Region ist seit 1690 nachweisbar und ergab sich aufgrund der hier zahlreich vorhandenen Zuckerrohrplantagen. Die offizielle Gründung der Gemeinde von Zacatepec erfolgte jedoch erst am 25. Dezember 1938.

## Landwirtschaft und Industrie
Landwirtschaftliche Produkte sind die Haupteinnahmequellen der Gemeinde. So ist die Zuckerfabrik „Emiliano Zapata“ (benannt nach ihrem Gründer und nicht nach dem gleichnamigen Revolutionär, der ebenfalls in Morelos lebte) eine der umsatzstärksten in Mexiko. Die wichtigsten Produkte nach dem Zuckerrohr sind Reis, Mais und Bohnen. Auch die Viehzucht (Rinder, Schweine, Ziegen und Pferde) ist von hoher Bedeutung für die Region.

## Sport
Der bedeutendste Sportverein der Stadt ist der Club Social y Deportivo Zacatepec, der unter anderem in den Sportarten Baseball und Basketball erfolgreiche Mannschaften aufbieten konnte. Am erfolgreichsten und bekanntesten ist er allerdings durch seine Fußballmannschaft, die zwischen 1951 und 1985 insgesamt 27 Spielzeiten in der Primera División, der höchsten Spielklasse im mexikanischen Vereinsfußball, verbrachte und in den 1950er Jahren sogar zweimal zu Meisterehren kam.

## Söhne und Töchter der Stadt
- Raúl Sánchez (1939–2021), Fußballspieler und -trainer
- Luis Enrique Fernández (* 1950), Fußballspieler
- José Ángel Talavera (* 1950), Fußballspieler
- Antonio Tafolla (* 1952 oder 1954), Fußballspieler und -trainer
- Felipe Ocampo (* 1953), Fußballspieler und -trainer
- Ignacio Rodríguez (* 1959), Fußballtorwart und -trainer
- Pablo Larios (1960–2019), Fußballtorwart